# Przejście graniczne Ogrodniki-Lazdijai
Przejście graniczne Ogrodniki-Lazdijai – istniejące w latach 1992–2007 polsko-litewskie drogowe przejście graniczne położone w województwie podlaskim, w powiecie sejneńskim, w gminie Sejny, w miejscowości Ogrodniki.

## Opis
Przejście graniczne Ogrodniki-Lazdijai zostało utworzone 1 grudnia 1992 Czynne było przez całą dobę. Dopuszczony był ruch osobowy i towarowy dla pojazdów o ciężarze całkowitym do 3,5 tony z wyjątkiem ładunków podlegających kontroli weterynaryjnej i fitosanitarnej oraz ładunków niebezpiecznych (bez względu na przynależność państwową). Z dniem 21 maja 2004 dopuszczono także ruch towarowy pojazdami o dopuszczalnej masie całkowitej do 7,5 tony z wyłączeniem ładunków niebezpiecznych, towarów podlegających kontroli weterynaryjnej i fitosanitarnej oraz odpadów. Kontrolę graniczną osób, towarów i środków transportu wykonywała Graniczna Placówka Kontrolna Straży Granicznej w Ogrodnikach, a następnie Placówka Straży Granicznej w Ogrodnikach.
Od polskiej strony prowadzi do niego droga krajowa nr 16, a od litewskiej droga nr 135.

### Dokonywane odprawy
Stan z 19 listopada 2007;
- Kierunek wjazdowy do RP – odprawy dokonywane były na terytorium RL
- Kierunek wyjazdowy z RP – odprawy osób oraz środków transportu dokonywane były na terytorium RP
  - dwa pasy odpraw pojazdów osobowych
  - dwa pasy odpraw przeznaczony dla autokarów, oraz VIP
  - jeden pas odpraw przeznaczonych dla odpraw samochodów ciężarowych.

21 grudnia 2007 na mocy układu z Schengen przejście zostało zlikwidowane.
Przejście graniczne polsko-radzieckie:
W okresie istnienia Związku Radzieckiego (rejon znaku granicznego nr 1855 ), funkcjonowało w tym miejscu polsko-radzieckie drogowe przejście graniczne o lokalnym znaczeniu (tylko dla wymiany delegacji społeczno-politycznych, kulturalnych, sportowych i innych z województw przygranicznych PRL i ZSRR). Z dniem 24 stycznia 1986 rozszerzono o uproszczony ruch graniczny na podstawie przepustek, a od 30 czerwca 1988 dopuszczono także ruch osobowy i towarowy dla obywateli PRL i ZSRR w godz 7.00–19.00. Następnie rozszerzono czas funkcjonowania przejścia na całą dobę. Początkowo kontrolę graniczną osób, towarów i środków transportu wykonywała Strażnica WOP Sejny, a następnie Graniczna Placówka Kontrolna Ogrodniki.

## Wydarzenia
- 1992 – kwiecień, ruszyła rozbudowa przejścia granicznego w Ogrodnikach. Prace finansowane były z funduszu wojewody. Modernizacja polegała na zmianie nawierzchni jezdni, budowie nowego budynku administracyjnego, pomieszczeń socjalnych i zaplecza gospodarczego dla potrzeb Straży Granicznej i Urzędu Celnego[12].
- 1994 – 23 listopada w przejściu granicznym Ogrodniki-Lazdijai, funkcjonariusz SG szer. Józef Kamiński z GPK SG w Ogrodnikach, zatrzymał samochód typu TIR z przemytem papierosów o wartości ok. 10 mld. starych złotych[13].
- 1999 – w przejściu granicznym Ogrodniki-Lazdijai, funkcjonariusze GPK SG w Ogrodnikach, zatrzymali 41 samochodów. Były to przeważnie najdroższe modele znanych firm motoryzacyjnych[14].
- 2007 – w nocy 21/22 grudnia z udziałem służb granicznych i celnych z obu krajów a także samorządowców, odbyła się uroczystość otwarcia granicy polsko-litewskiej na przejściu granicznym w Ogrodnikach, w związku z przystąpieniem Polski i Litwy do strefy Schengen[15].

## Galeria

Przejście graniczne Ogrodniki-Lazdijai
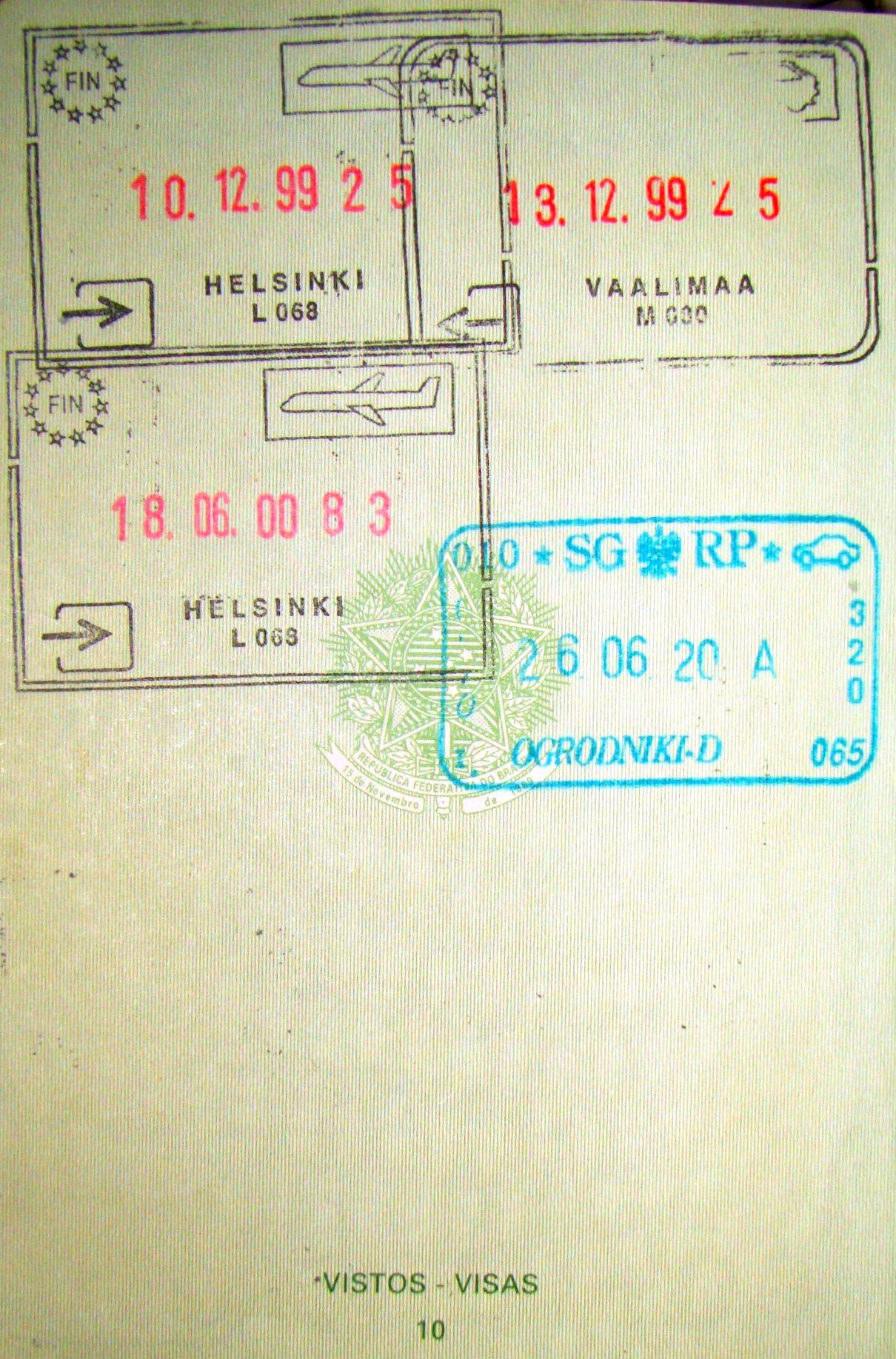
Stempel polskiej kontroli granicznej (26 czerwca 2000)
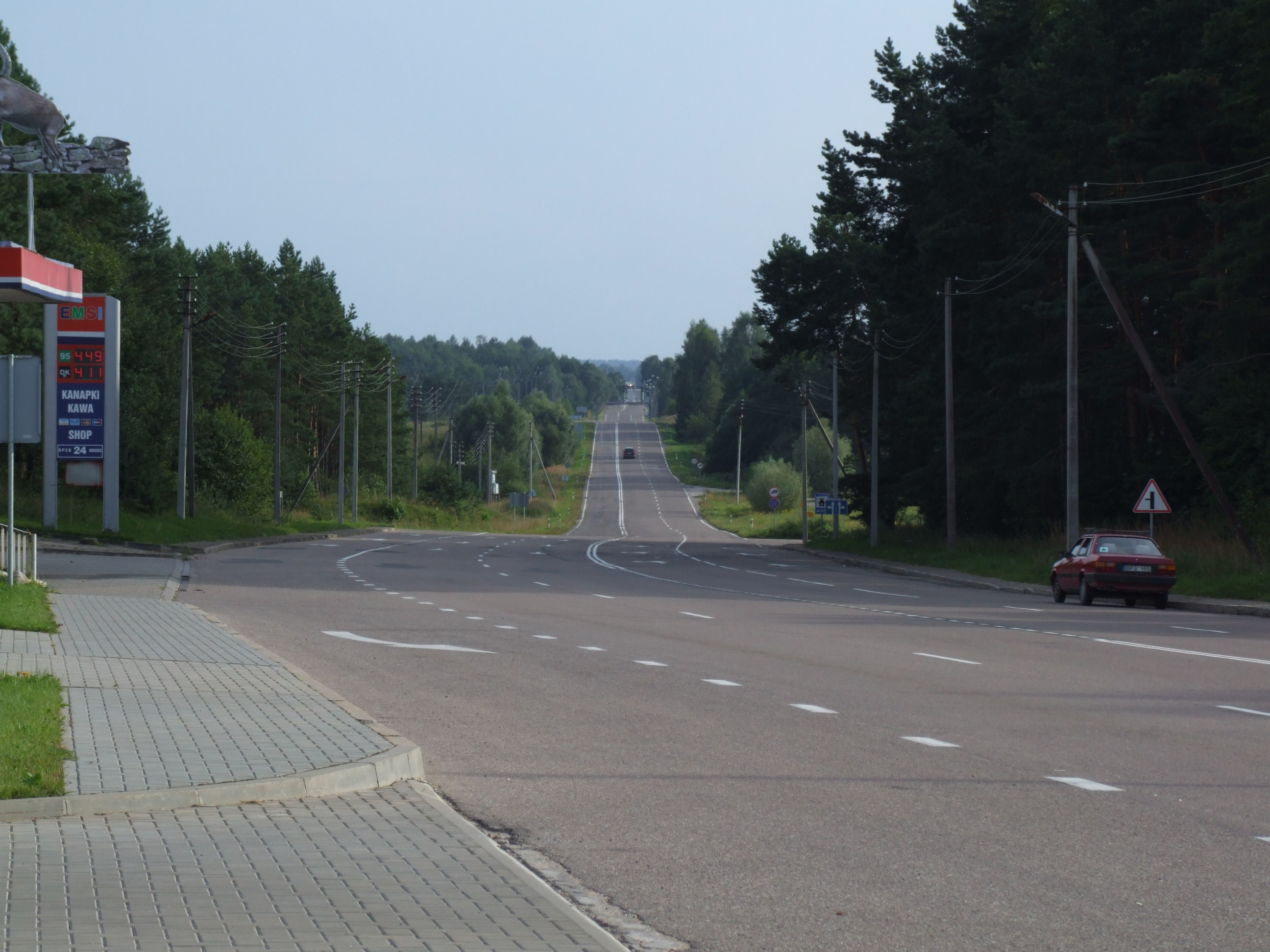
(sierpień 2011)
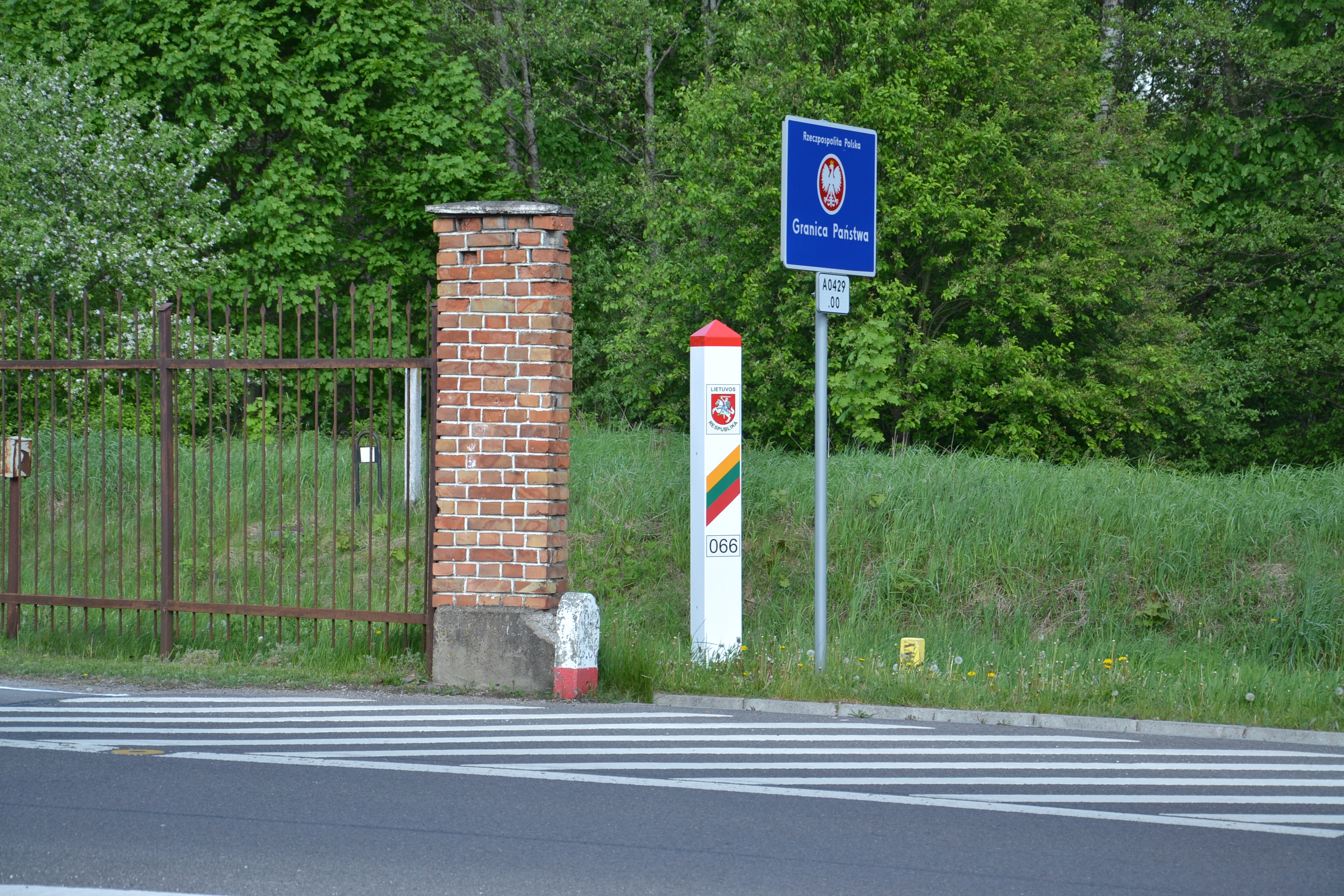
(maj 2017)